# Kelli Giddish
Kelli Marie Giddish es una actriz estadounidense, más conocida por haber interpretado a Di Henry en All My Children y por dar vida a Amanda Rollins en la serie Law & Order: Special Victims Unit.

## Biografía
Es hija de Charles Giddish y Nita Giddish, y tiene un hermano, Eli Giddish. Su abuelo paterno Ralph Giddish, fue un veterano de la Segunda Guerra Mundial, y su abuela materna fue Dosia Hildebrand.
Se graduó del "Forsyth Central High School" en 1998, donde ganó el premio Region Best Actress en 1997 durante la competición "One Act " y un año después por el "State Literary Champion for Girls Dramatic Interpretation".
El 20 de junio de 2015, se casó con Lawrence "Larry" Faulborn, con quien tiene un hijo, Ludo Faulborn (6 de octubre de 2015). En 2018 Daría la Bienvenida a su segundo hijo llamado Charlie, ese mismo año se divorciaría de Faulborn. En 2021 se casó con Beau Richards, con el tiene un hijo llamado Oldie nacido el 20 de junio del 2023.

## Carrera
El 15 de marzo de 2005, se unió al elenco principal de la serie All My Children, donde dio vida a la criminal Diana "Di" Henry hasta el 19 de septiembre de 2007.
En 2010 se unió al elenco principal de la serie Chase, donde interpretó a la oficial Annie Nolan Frost, hasta el final del programa en 2011, después de finalizar su primera temporada. Ese mismo año se unió a la serie Past Life, donde dio vida a la doctora Kate McGinn. En 2011 apareció como invitada en tres episodios de la serie The Good Wife, donde dio vida a la investigadora Sophia Russo. Kelli interpretó nuevamente a Sophia durante el episodio "The Line" en 2014. Ese mismo año se unió al elenco principal de la popular serie estadounidense Law & Order: Special Victims Unit, donde interpreta a la detective Amanda Rollins hasta ahora. Antes de unirse a la serie como la detective Rollins, Kelli apareció por primera vez en la serie como invitada durante el episodio "Outsider" de la octava temporada, cuando dio vida a Kara Bawson.

## Filmografía

### Cine
| Año  | Título                   | Personaje   | Notas |
| ---- | ------------------------ | ----------- | ----- |
| 2005 | Witches of the Caribbean | Clara       |       |
| 2006 | Walls                    | Sara        | Corto |
| 2008 | Death in Love            | Madre joven |       |
| 2008 | The Understudy           | Simone      |       |
| 2012 | Breathless               | Tiny        |       |

### Televisión
| Año           | Título                            | Personaje           | Notas                                                                           |
| ------------- | --------------------------------- | ------------------- | ------------------------------------------------------------------------------- |
| 2005-2007     | All My Children                   | Diana "D" Henry     | Regular                                                                         |
| 2006-2009     | The Burg                          | Courtney            | Serie web. 13 Episodios                                                         |
| 2007          | Damages                           | Heather MacDonald   | Episodios: "Sort of Like a Family", "Because I Know Patty"                      |
| 2007          | Law & Order: Criminal Intent      | Dana Stipe          | "Depths"                                                                        |
| 2007          | Law & Order: Special Victims Unit | Kara Bawson         | "Outsider" (T8, Epi.12)                                                         |
| 2008          | All's Faire                       | Cindy               | Serie web                                                                       |
| 2008          | Without a Trace                   | Ariana Murphy       | "Rise and Fall"                                                                 |
| 2009          | Life on Mars                      | Carol               | "Coffee, Tea or Annie"                                                          |
| 2010          | Past Life                         | Dr. Kate McGinn     | Regular. 9 Episodios                                                            |
| 2010-2011     | Chase                             | Annie Frost         | Regular. 18 Episodios                                                           |
| 2011, 2014    | The Good Wife                     | Sophia Russo        | Episodios: "Getting Off", "Closing Arguments", "A New Day", "The Line"          |
| 2011-presente | Law & Order: Special Victims Unit | Det. Amanda Rollins | Regular. 114 Episodios (T13-presente)                                           |
| 2014          | Chicago Fire                      | Det. Amanda Rollins | "Nobody Touches Anything"                                                       |
| 2014          | Chicago P.D.                      | Det. Amanda Rollins | Episodios. "Conventions", "They´ll Have to Go Through Me", "The Number of Rats" |
| 2022          | Law & Order: Organized Crime      | Det. Amanda Rollins | Episodios. "Gimme Shelter – Part One", "Behind Blue Eyes"                       |
| 2022          | Law & Order                       | Det. Amanda Rollins | Episodio. "Gimme Shelter – Part Three"                                          |